# Fantomele de pe Marte
Fantomele de pe Marte (în engleză Ghosts of Mars) este un film SF de groază din 2001, scris, regizat de John Carpenter care a compus și coloana sonoră. Filmul îi are în distribuție pe Natasha Henstridge, Ice Cube, Jason Statham, Pam Grier, Clea DuVall și Joanna Cassidy.

## Distribuție
- Natasha Henstridge - Lieutenant Melanie Ballard
- Ice Cube - James 'Desolation' Williams
- Jason Statham - Sergeant Jericho Butler
- Clea DuVall⁠(d) - Officer Bashira Kincaid
- Pam Grier⁠(d) - Commander Helena Braddock
- Joanna Cassidy⁠(d) - Dr. Arlene Whitlock
- Richard Cetrone - Big Daddy Mars
- Eileen Weisinger - Woman Warrior
- Liam Waite⁠(d) - Officer Michael Descanso
- Duane Davis⁠(d) - 'Uno' Williams
- Lobo Sebastian - 'Dos'
- Rodney A. Grant⁠(d) - 'Tres'
- Peter Jason⁠(d) - McSimms
- Wanda De Jesus⁠(d) - Akooshay
- Robert Carradine⁠(d) - Rodale
- Rosemary Forsyth⁠(d) - Inquisitor
- Doug McGrath⁠(d) - Benchley
- Rick Edelstein - Zimmerman
- Rex Linn⁠(d) - Yared
- Marjean Holden⁠(d) - Young Woman
- Charlotte Cornwell⁠(d) - Narator (nemenționat)